# Fritz Dennerlein
Federico „Fritz“ Dennerlein (* 14. März 1936 in Portici; † 3. Oktober 1992 in Neapel) war ein italienischer Schwimmer und Wasserballspieler. Er gewann bei Schwimmeuropameisterschaften je eine Silber- und Bronzemedaille. Bei Mittelmeerspielen gewann er vier Titel im Schwimmen und zwei Titel im Wasserball.

## Karriere
Fritz Dennerlein ist der Sohn eines Deutschen und einer Rumänin. Sein älterer Bruder Constantino Dennerlein war ebenfalls Schwimmer sowie Wasserballspieler und trainierte Fritz mehrere Jahre. Der 1,85 Meter große Fritz Dennerlein trat für den Circolo Canottieri Napoli an.

### Schwimmer
Dennerleins Karriere als Schwimmer währte von 1951 bis 1963. Er gewann in dieser Zeit 25 italienische Meistertitel in einem Einzelwettbewerb sowie diverse Staffeltitel.
Bei den olympischen Schwimmwettbewerben 1956 in Melbourne belegte die italienische 4-mal-200-Meter-Freistilstaffel mit Fritz Dennerlein, Paolo Galletti, Guido Elmi und Angelo Romani den siebten Platz. 1958 bei den Europameisterschaften in Budapest siegte in der 4-mal-200-Meter-Freistilstaffel das Quartett aus der Sowjetunion vor den Italienern und den Ungarn. Die italienische Staffel bildeten Fritz Dennerlein, Paolo Galletti, Angelo Romani und Paolo Pucci. Die italienische 4-mal-100-Meter-Lagenstaffel mit Gilberto Elsa, Roberto Lazzari, Fritz Dennerlein und Paolo Pucci gewann die Bronzemedaille hinter der Staffel aus der Sowjetunion und den Ungarn. 1959 bei der Universiade in Turin siegte Dennerlein über 200 Meter Schmetterling sowie mit der 4-mal-200-Meter-Freistilstaffel und mit der 4-mal-100-Meter-Lagenstaffel. Im Monat darauf fanden in Beirut die Mittelmeerspiele 1959 statt. Hier gewann Dennerlein über 200 Meter Schmetterling und mit beiden Staffeln.
Im Jahr darauf konzentrierte sich Dennerlein bei seiner Vorbereitung auf die Olympischen Spiele 1960 in Rom ganz auf die Schwimmwettbewerbe. Die italienische 4-mal-100-Meter-Lagenstaffel mit Giuseppe Avellone, Roberto Lazzari, Fritz Dennerlein und Bruno Bianchi belegte den sechsten Platz und war damit zweitbeste europäische Staffel hinter dem sowjetischen Team. Hingegen verfehlte die 4-mal-200-Meter-Freistilstaffel mit Fritz Dennerlein, Bruno Bianchi, Angelo Romani und Paolo Galletti als Elfte des Vorlaufs den Finaleinzug. Schließlich erreichte Dennerlein über 200 Meter Schmetterling das Finale und wurde Vierter hinter zwei Amerikanern und einem Australier, wobei Dennerlein in 2:16,0 Minuten seinen eigenen Europarekord um zwei Sekunden verbesserte. 1963 gewann Dennerlein bei der Universiade in Porto Alegre Silber über 200 Meter Schmetterling und mit der Lagenstaffel sowie Bronze mit der 4-mal-100-Meter-Freistilstaffel. Kurz darauf fanden in Neapel die Mittelmeerspiele 1963 statt, wo Dennerlein über 200 Meter Schmetterling siegte.

### Wasserballspieler
Dennerlein war zweimal italienischer Meister im Wasserball. Seinen ersten internationalen Titel gewann er mit der italienischen Nationalmannschaft bei den Mittelmeerspielen 1955. 1956 beim olympischen Wasserballturnier in Melbourne verloren die Italiener in der Endrunde gegen die Ungarn, die Jugoslawen und die Mannschaft aus der Sowjetunion. Hinter diesen drei Mannschaften belegten die Italiener den vierten Platz. Dennerlein wurde in allen Spielen der Hauptrunde eingesetzt. 1959 gewann Dennerlein mit dem italienischen Studenten-Team die Bronzemedaille bei der Universiade in Turin. 1963 gewann er seinen zweiten Titel bei den Mittelmeerspielen in Neapel. 1964 beim olympischen Wasserballturnier in Tokio wirkte Dennerlein noch einmal in drei Spielen mit und warf ein Tor, die italienische Mannschaft belegte den vierten Platz.

### Trainer
Nach seiner aktiven Laufbahn wurde Dennerlein Wasserballtrainer bei Neapel. 1975 und 1977 gewann er mit seinem Stammverein die italienische Meisterschaft. Von 1984 bis 1990 gehörte er zum Trainerstab der italienischen Männer-Nationalmannschaft. In diese Zeit fiel der Gewinn der Silbermedaille bei der Weltmeisterschaft 1986 und der dritte Platz bei der Europameisterschaft 1987. 1992 starb Dennerlein nach einem Verkehrsunfall.